# Задорье (Сонковский район)
Задорье — деревня в Сонковском районе Тверской области России, входит в состав Пищалкинского сельского поселения.

## География
Деревня находится в 2 км на север от центра поселения посёлка Пищалкино и в 16 км на северо-восток от районного центра Сонково.

## История
В 1848 году в селе была построена каменная Вознесенская церковь с 4 престолами, метрические книги с 1780 года. 
В конце XIX — начале XX века село входило в состав Литвиновской волости Кашинского уезда Тверской губернии. 
С 1929 года деревня являлась центром Задорского сельсовета Сонковского района Бежецкого округа Московской области, с 1935 года — в составе Калининской области, с 1994 года — в составе Пищалкинского сельского округа, с 2005 года — в составе Пищалкинского сельского поселения.

## Население
| 1859 | 1889 | 2002 | 2010 |
| ---- | ---- | ---- | ---- |
| 169  | ↗200 | ↘57  | ↘37  |

## Инфраструктура
В деревне имеются Задорская основная общеобразовательная школа (новое здание построено в 1975 году), Пищалкинский фельдшерско-акушерский пункт.

## Достопримечательности
В деревне расположена недействующая Церковь Вознесения Господня (1848).